# Bois de la Cour aux Loups
Le  bois de la Cour aux Loups  est une forêt située sur la commune d'Herbignac, dans le département de la Loire-Atlantique.

## Classement
Le bois de la Cour aux Loups est classé zone naturelle d’intérêt écologique, faunistique et floristique.

## Description
Le bois de la Cour est un bois de pins maritimes.

## Flore
Le site compte des espèces rares et protégées déterminantes pour le classement du site: le monotrope sucepin, le gnaphale blanc jaunâtre, la callune et l'ail des bruyères .